# Teano
Teano es un municipio situado en el territorio de la provincia de Caserta, en la Campania (Italia). Ciudad de origen osco, se le llamaba ‘Teanum Sidicinum’ y era capital de los Sidicinos. El apelativo ‘Sidicinum’ se usaba para distinguirla de la ‘Teanum Apulum’. En virtud de su posición geográfica se le conocía como «la puerta de entrada a Campania» y es famosa por ser el escenario del histórico encuentro entre Giuseppe Garibaldi y el rey Víctor Manuel II de Italia que tuvo lugar en 1860; por lo que a menudo se le recuerda como «la cuna de la unificación de Italia.»

## Demografía
| Gráfica de evolución demográfica de Teano entre 1861 y 2001 |
|                                                             |
| Fuente ISTAT - elaboración gráfica de Wikipedia             |